# Tempel van Nehalennia in Domburg
De Tempel van Nehalennia in Domburg is een van de twee bekende tempels gewijd aan de godin Nehalennia en gelegen in Domburg. De andere bevond zich op Colijnsplaat en uit inscripties en afbeeldingen op votiefstenen blijkt dat tussen beide tempels nauwe contacten bestonden. Ze zouden minstens ten dele gelijktijdig hebben bestaan. Aan de hand van inscripties wordt de tempel van Colijnsplaat minstens tussen de jaren 188 en 227 als in bedrijf zijnde beschouwd.
Vanwege de gebruikte symbolen bij haar vele afbeeldingen wordt aangenomen dat Nehalennia een 'moedergodin' is, een godin van leven, vruchtbaarheid en dood tegelijk. Opvallend zijn de kenmerken van de godin, met bepaalde details, zoals de karakteristieke mantel, die alleen bij haar zijn aangetroffen. Dit lijkt er op te wijzen dat er een regionaal ingekleurde typologie ter vervaardiging van de kunstwerken werd gehanteerd.

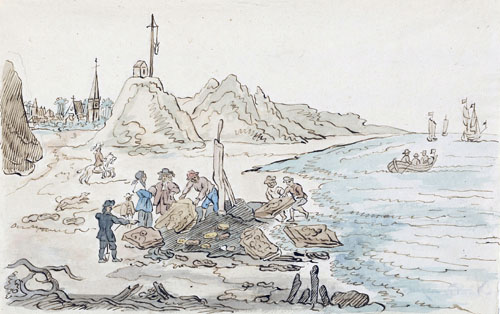
Ontdekking van een Nehalenniatempel in Domburg, Nederland (1647). Tekening van A.C. Bonn uit 1805 naar een schets van Hendrik van Schuylenburgh uit 1647.

## Locatie
De locatie bevindt zich in het gebied van de volksstam der Menapii. Er is verder weinig bekend over de omgeving van de tempel en de plaats Domburg zelf in de Romeinse tijd. Alleen weten we dat de plek nu in zee wordt gesitueerd. In de periode die volgde op de ontdekking in 1647 is het strand en een deel van de duinen van toen door het water opgeslokt.
Na een hevige storm in januari 1647 werden bij de Zeeuwse plaats Domburg op het strand een groot aantal stenen en bouwmaterialen vrij gespoeld, met onder meer votiefaltaren met vooral de naam Nehalennia en die van andere Romeinse goden en inscripties. Ook stenen resten van een gebouw kwamen daarbij aan het licht. Het bleek later om de fundering van een tempelgebouw te gaan, waar de gevonden altaarstenen bij hoorden.
Er werd een veertigtal altaarstenen gevonden, minder dan in Ganuenta, bij Colijnsplaat, waar in en bij de Nehalennia tempel veel meer offerstenen zijn gevonden.

## Architectuur
Uit de vondst van dakpannen, tegels, blokken tufsteen en brokken metselwerk in de Oosterschelde wordt afgeleid dat ook de tempel in Domburg waarschijnlijk van het Gallo-Romeinse type moet geweest zijn.

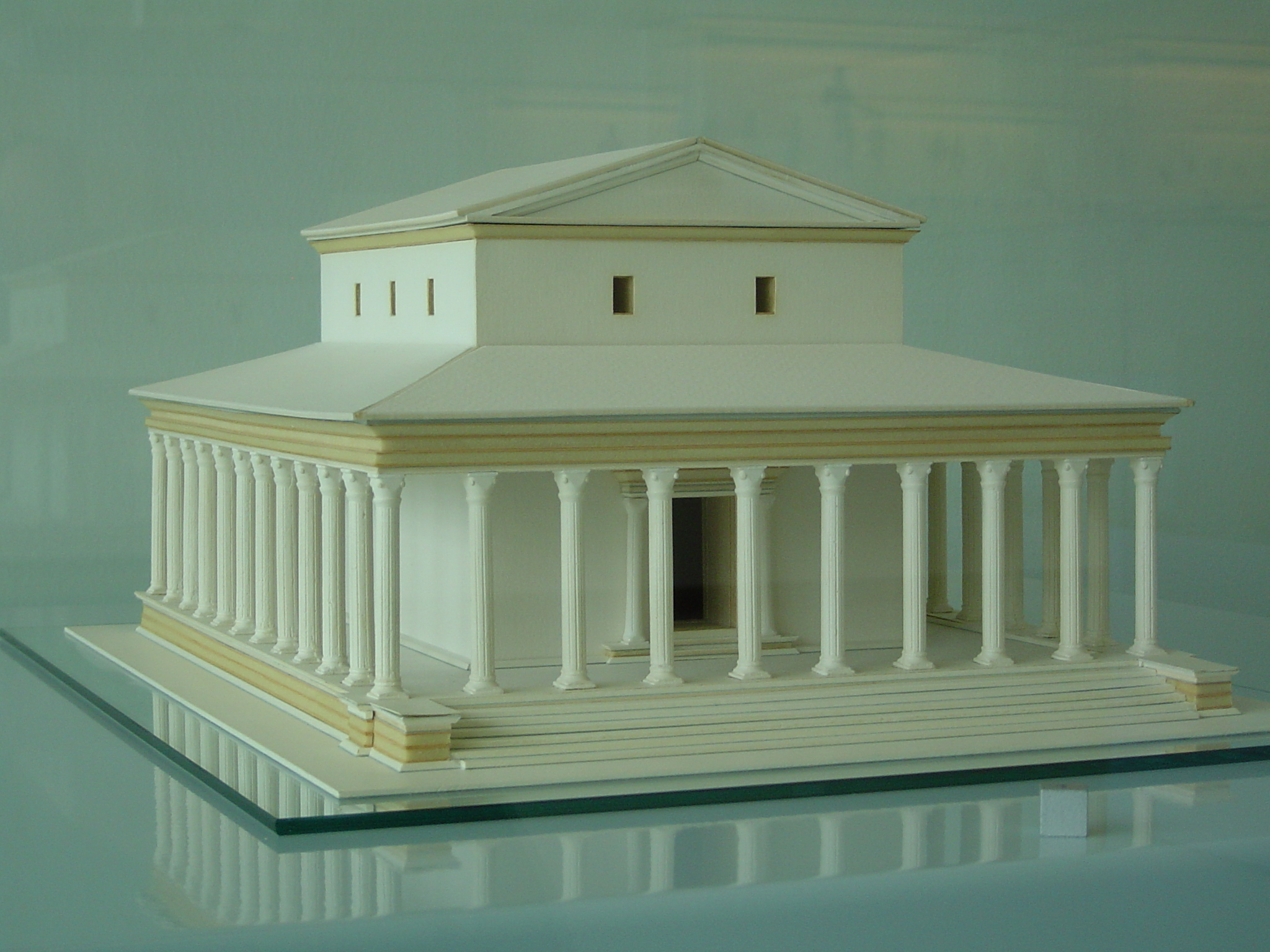
Maquette met reconstructie van de jongste tempel van Elst ter vergelijking.

Uit de anonieme brief van de ontdekker gedateerd 14 januari 1647 blijkt dat het ging om "de Fondamenten van een kleyn Huysken groot een Roede of wat meer in 't vierkant". In datzelfde jaar schrijft H. Danckers dat "sich mede verthoonde een Fondament van een ronden Tempel". Dit zou op een tholos kunnen wijzen. Het is niet bekend of dit onder of nabij de fundamenten werd vastgesteld. Maar Vredius ontkent die vaststelling aan de hand van getuigen drie jaar later. Volgens Smallegange daarentegen zou er wel degelijk 'een ronde Kapelle geweest' zijn. Het is niet uitzonderlijk dat bij een vierkante of rechthoekige tempel, vaak van latere datum, ook een ronde voor komt, zoals dit bijvoorbeeld in het tempelcomplex van Delphi is te zien. Maar de kans is reëel dat er het laatst een tempel in de Gallo-Romeinse bouwtrant heeft gestaan, vierkant of rechthoekig, met zuilengang eromheen. Dit soort tempels kwam in die periode in onze streken het meest voor zoals ook de tempel te Elst in Over-Betuwe.
Van de Domburgse tempel resten enkel fragmenten van zuilen en pilasters. Er zijn inscripties die melden dat de belangrijke goden in een eigen kapel waren gehuisvest. Er werden inderdaad meestal meerdere goden vereerd op een tempelcomplex.
Een prent die een korte notitie over Hercules Magusanus en Nehalennia van de hand van Servatius Gallaeus verlucht, toont de tempels in de vorm van altaren tot gigantische proporties opgeblazen, waar Hercules in feite Neptunus is.
Dakpannen zijn er enkele honderden opgehaald en die wijzen op fabricage in de grote steenfabriek bij Nijmegen (Holdeurn). Er zou een mogelijk verband kunnen zijn met Quintus Phoebius Hilarus, gemeenteraadslid van de stad uit die tijd (ca. 227), voor de aanvoer ervan. De grote blokken tufsteen zijn afkomstig uit de Eifel. Kalksteen was afkomstig van de Maasstreek en het zuidoosten van Gallia Belgica. Uit Nievelstein (oost van Kerkrade) komt de zandsteen, waar bij het riviertje de Worm steengroeven geëxploiteerd werden. Kolenkalksteen, gebruikt voor een aantal altaren, komt uit twee plaatsen in Gallia Belgica: bij Doornik (Doornikse steen) en bij Namen (Naamse steen). Deze laatste streek lag in de Civitas Tungrorum. In 1990 is in de stad Tongeren nog een altaartje voor Nehalennia opgegraven waarvan de inscriptie op een Menapische zouthandelaar of zoutzieder wijst.

## Cultus
Aan de afbeeldingen op de zijkanten van de gevonden altaars kan men zich enig idee vormen van de Nehalenniacultus in Domburg. Men ziet mannen en vrouwen met offergaven en schalen komen aandragen. Heel veel appels zijn afgebeeld, ook vaak boven op de altaren. Ergens staat in een bovenste register een vrouw met in de opgeheven rechterhand een bloemenslinger. Vrouwen hadden een voorkeur voor dit feestelijk geschenk. Maar ook mannen blijken ze aan te bieden.
De inscripties op de altaren tonen aan dat de altaren zelf meestal door mannen werden aangeboden aan de godin. Het zijn dan ook kostbare voorwerpen, die vaak van zeer ver moesten worden aangesleept. Schenkers wilden haar gunst en bescherming afdwingen voor hun overvaarten naar Britannia waar ze allerhande goederen haalden en brachten. De zouthandel speelde daarin een primordiale rol. In grote steden als Trier en Keulen woonden de meeste afnemers van belangrijke beeldhouwers die daar aan het werk waren, met vlakbij de nodige steengroeven. Veel altaren vertonen in hun sculptuur sterke Rijnlandse invloeden. Maar ook zijn er aanwijzingen voor fabricage ter plaatse, misschien van een vroegere of latere periode.
In tegenstelling tot de grote tempel in Ganuenta, die uitsluitend aan Nehalennia zou gewijd zijn, werden hier wel beelden van andere goden gevonden: afbeeldingen van de Romeinse Jupiter, Neptunus en de godin Victoria kwamen hier als beelden en op altaren voor.
De aanwezigheid van de grote tempel in Ganuenta had uiteraard een sterk impact op de economie, niet alleen vanwege de bedrijvigheid rond de cultus zelf, maar ook in verband met de materialen die soms van ver dienden aangevoerd te worden, zowel die voor de tempels als die welke het onderwerp van de overzeese handel uitmaakten. Verscheping van de gevonden steensoorten via Schelde en Maas wijst ook op het komen en gaan via dit handelsnetwerk te water.

## Teloorgang
Na de Romeinse tijd raakte de cultusplaats in verval maar bleef blijkbaar nog enkele eeuwen in gebruik tot bij de kerstening. Het bevolkingsgetal van de regio lijkt dan echter af te nemen. Bewijzen voor de verering van Nehalennia vanaf de 5e eeuw na Christus zijn niet meer gevonden. Alcuinus schrijft hoe de eerste bisschop van Utrecht, Sint-Willibrord (ca. 658-739) voet aan wal zette op deze plaats, "Walcheren geheten, waar nog een afgodsbeeld over was van de oude dwaalleer" dat hij vernielde. Er wordt wel gezegd dat het gevonden Neptunushoofd en het onthoofde Nehalenniabeeld van Willibrords zendingsdrang zouden getuigen, daar is echter geen enkele bewijs voor en het is bovendien onwaarschijnlijk. Verzanding onder jonge duinen in de latere middeleeuwen en de aantasting daarna door de zee wegens verwaarlozing van dijken, zorgde ervoor dat de vindplaats thans ver in zee ligt.
In augustus 2005 werd een replica van de Nehalenniatempel nabij de verdwenen stad Ganuenta geopend op Colijnsplaat.